# (100907) 1998 KP16
(100907) 1998 KP16 es un asteroide perteneciente al cinturón de asteroides, región del sistema solar que se encuentra entre las órbitas de Marte y Júpiter, descubierto el 22 de mayo de 1998 por el equipo del Lincoln Near-Earth Asteroid Research desde el Laboratorio Lincoln, Socorro, Nuevo México, Estados Unidos.

## Designación y nombre
Designado provisionalmente como 1998 KP16. 

## Características orbitales
1998 KP16 está situado a una distancia media del Sol de 2,706 ua, pudiendo alejarse hasta 3,229 ua y acercarse hasta 2,183 ua. Su excentricidad es 0,193 y la inclinación orbital 4,487 grados. Emplea 1626,48 días en completar una órbita alrededor del Sol.

## Características físicas
La magnitud absoluta de 1998 KP16 es 15,2. Tiene 5,843 km de diámetro y su albedo se estima en 0,057. 